# Muzslay István
Muzslay István (belgiumi névhasználata szerint István Muselay) (Bajót, 1923. január 9. – Leuven, 2007. május 14.) jezsuita szerzetespap, az alkalmazott közgazdaságtan professzora a Leuveni Katolikus Egyetemen, a Collegium Hungaricum volt igazgatója, a Társadalomtudományok Pápai Akadémiájának tagja.

## Élete
Szegény földműves családban született a Komárom-Esztergom Vármegyei Bajóton, s itt végzi általános iskoláit. Ez után Pécsett, a jezsuiták Pius gimnáziumában végezte középiskolai tanulmányait. 1942-ben belépett a jezsuita rendbe, később Szegedre, majd a kalocsai jezsuita gimnáziumba kerül mint nevelőtanár és a gimnázium 1948-as államosításáig itt végezte feladatait. Bár tudja, hogy értelmetlen, rendi elöljárói utasítására útlevelet kell kérnie, hogy a több mint százötven rendtársához hasonlóan az országot elhagyhassa. A kiépülő kommunista hatalom az útlevélkérelmet megtagadta, így 1948/49 telén Fertőrákosnál szöktetik át rendtársával, Horváth Kálmánnal együtt. Bécs, Innsbruck és a romos Köln érintésével jut el Hollandiába, a Tilburgi Egyetemre, ahol társadalom- és közgazdaságtudományi tanulmányait  végezte. 1951. augusztus 22-én Maastrichtban szentelik pappá. 1955 pünkösdjén a belgiumi Leuvenbe látogat, ahol találkozik rendtársával, Varga László atyával, aki arra kéri, költözzön Leuvenbe. 
1961-ben nevezték ki tanárnak a Leuveni Katolikus Egyetem Alkalmazott Közgazdaságtudományi Karán, ahol 1983-ig tanított. I. Baldvin belga király Lipótrenddel és bárói címmel tüntette ki.
Létrehozta a Segély a Magyar Ifjúságnak karitatív szervezetet, amely 2005-ig több millió belga frank anyagi segítséget nyújtott tehetséges magyar fiataloknak Belgiumban és Magyarországon egyaránt. Nagy szerepet játszott abban, hogy az 1922-től a Leuveni Katolikus Egyetem Könyvtárában őrzött, Ómagyar Mária-siralmat tartalmazó Leuveni kódex 1982-ben visszakerülhetett Magyarországra.
1983-as nyugdíjazása után még hosszú ideig a Közép-Európai Kutató Intézet vezetője, illetve 1998-ig a Collegium Hungaricum igazgatója volt.
Tudományos munkásságáért II. János Pál pápa 1994-ben a Társadalomtudományok Pápai Akadémiájának tagjává nevezte ki.
2005-ben a Magyar Örökség díjjal és a Magyar Köztársasági Érdemrend tisztikeresztjével tüntették ki.
Rövid kórházi kezelés után, 2007. május 14-én halt meg gyomorvérzésben a leuveni Szent Szív Kórházban.

## Művei
- Holland-magyar/magyar-holland szótár, magán kiadás, 1957
- Structure de la langue hongroise, Université Catholique de Louvain, 1966
- Economie en welvaart van Hongarije, Antwerpen, Standaard, 1967
- Hedendaagse hongaarse poëzie, Leuven, 1967 [Cahiers van het Instituut voor Onderzoek van Midden-Europa 4.]
- Cours de Hongrois (Niveau B), Louvain-la-Neuve, Université Catholique de Louvain, 1976
- Gazdaság és erkölcs; Márton Áron, Bp., 1993 (Studia theologica Budapestinensia)
- Gazdaság és erkölcs; 2. bőv. kiad.; Márton Áron, Bp., 1993 (Studia theologica Budapestinensia)
- A tarisznyás. Önéletrajzi elbeszélések, Igen Kiadó, Bp., 1998
- Az Egyház szociális tanítása, Márton Áron Kiadó, 1997 (Studia theologica Budapestinensia)
- Magyar diákok a Leuveni Katolikus Egyetemen (1532–2000), Márton Áron Kiadó, 2000 (Studia theologica Budapestinensia)
- Tallózás a magyar költészetben, Márton Áron Kiadó, 2003
- Az Egyház szociális tanítása. A KÉSZ társadalomépítő programja; 2. röv. kiad.; Új Ember–Márton Áron, Bp., 2004 (Studia theologica. Budapestinensia)
- cikkek a Documentation sur l'Europe Centrale ill. a Távalatok c. folyóiratokban